# UCI World Tour

Logo dell'UCI World Tour, in uso fino al 2015.

L'UCI World Tour è il circuito mondiale di ciclismo su strada organizzato dall'Unione Ciclistica Internazionale dal 2011, anno in cui ha sostituito il ProTour e il Calendario mondiale, che tra il 2009 e il 2010 comprendeva le prove ProTour e quelle Historical.

## Storia
L'UCI World Tour nacque nel 2011 a seguito di un ripristino della formula dell'UCI ProTour, attivo a partire dal 2005, ma comprensivo anche delle prove cosiddette Historical, fuoriuscite dal calendario ProTour a inizio 2009; in tali prove rientravano i tre grandi Giri, quattro delle cinque Classiche monumento (escluso il Giro delle Fiandre) e due corse a tappe di inizio stagione, la Parigi-Nizza e la Tirreno-Adriatico.
Il circuito comprendeva, nel 2011, 27 prove, le stesse identiche 26 del Calendario mondiale UCI 2010 più il neonato Tour of Beijing. Come già nel ProTour, le squadre cui l'UCI aveva attribuito licenza World Tour avevano l'obbligo di partecipare alle prove incluse in calendario, mentre gli organizzatori di ogni singola prova potevano comunque invitare squadre con licenza Professional Continental (dal 2005 la seconda categoria delle formazioni ciclistiche). Venivano stilate tre classifiche assolute, quella individuale, quella per squadre e quella per federazioni nazionali (queste ultime due ottenute, fino al 2016, sommando i punteggi dei cinque migliori piazzati di ciascuna squadra/nazione nella classifica individuale).
Nel 2012 si aggiunsero in calendario la E3 Harelbeke e la cronometro a squadre dei campionati del mondo (fino al 2015), mentre a fine 2014 il Tour of Beijing scomparve, non venendo più organizzato. Nel 2016 la cronometro a squadre iridata uscì dal calendario, non concorrendo più all'attribuzione di punti per il World Tour.
Il 2017 fu caratterizzato dall'introduzione di dieci prove aggiuntive destinate a integrare il calendario World Tour per tre anni: Cadel Evans Great Ocean Road Race, Abu Dhabi Tour (sostituito a partire dal 2019 dallo UAE Tour), Omloop Het Nieuwsblad, Dwars door Vlaanderen, Strade Bianche, Giro di Turchia, Tour of California, Rund um den Finanzplatz Eschborn-Francoforte, RideLondon - Surrey Classic e Tour of Guangxi. Le squadre World Tour non avevano l'obbligo, ma solo la facoltà, di partecipare o meno a queste gare.
A fine 2016 venne abolita la classifica per nazioni World Tour; lo stesso avvenne a fine 2018 per la classifica individuale e per quella a squadre, sostituite dal ranking mondiale UCI.
Nel 2019 si aggiunse al calendario la Classic Brugge-De Panne; l'anno dopo il Giro di Turchia venne retrocesso nella neonata categoria UCI ProSeries.

## Corse
Le prove che fanno parte dell'UCI World Tour sono suddivise in 5 diverse categorie, ciascuna con diversi punteggi attribuiti per i risultati ottenuti. Nelle categorie 1 e 2 rientrano i tre grandi Giri (Tour de France, Giro d'Italia e Vuelta a España). Solamente 15 corse hanno fatto parte ininterrottamente del calendario World Tour sin dalla sua creazione: Parigi-Nizza, Tirreno-Adriatico, Milano-Sanremo, Gand-Wevelgem, Giro delle Fiandre, Freccia Vallone, Liegi-Bastogne-Liegi, Giro d'Italia, Giro del Delfinato, Tour de France, Giro di Polonia, Benelux Tour, Vuelta a España, Bretagne Classic Ouest-France e Giro di Lombardia.

### Corse in calendario (2025)
| Prova                             | Cat. | Paese               | Anni nel World Tour |
| --------------------------------- | ---- | ------------------- | ------------------- |
| Tour Down Under                   | 3    | Australia           | 2011-2020; 2023-    |
| Parigi-Nizza                      | 3    | Francia             | 2011-               |
| Tirreno-Adriatico                 | 3    | Italia              | 2011-               |
| Milano-Sanremo                    | 3    | Italia              | 2011-               |
| Volta Ciclista a Catalunya        | 4    | Spagna              | 2011-2019; 2021-    |
| Gand-Wevelgem                     | 3    | Belgio              | 2011-               |
| Giro delle Fiandre                | 3    | Belgio              | 2011-               |
| Giro dei Paesi Baschi             | 4    | Spagna              | 2011-2019; 2021-    |
| Parigi-Roubaix                    | 3    | Francia             | 2011-2019; 2021-    |
| Amstel Gold Race                  | 3    | Paesi Bassi         | 2011-2019; 2021-    |
| Freccia Vallone                   | 4    | Belgio              | 2011-               |
| Liegi-Bastogne-Liegi              | 3    | Belgio              | 2011-               |
| Giro di Romandia                  | 3    | Svizzera            | 2011-2019; 2021-    |
| Giro d'Italia                     | 2    | Italia              | 2011-               |
| Giro del Delfinato                | 3    | Francia             | 2011-               |
| Giro di Svizzera                  | 3    | Svizzera            | 2011-2019; 2021-    |
| Tour de France                    | 1    | Francia             | 2011-               |
| Classica di San Sebastián         | 4    | Spagna              | 2011-2019; 2021-    |
| Giro di Polonia                   | 4    | Polonia             | 2011-               |
| Renewi Tour                       | 4    | Belgio Paesi Bassi  | 2011-               |
| Vuelta a España                   | 2    | Spagna              | 2011-               |
| Classica di Amburgo               | 4    | Germania            | 2011-2019; 2021-    |
| Bretagne Classic Ouest-France     | 4    | Francia             | 2011-               |
| Grand Prix Cycliste de Québec     | 3    | Canada              | 2011-2019; 2022-    |
| Grand Prix Cycliste de Montréal   | 3    | Canada              | 2011-2019; 2022-    |
| Giro di Lombardia                 | 3    | Italia              | 2011-               |
| E3 Saxo Classic                   | 4    | Belgio              | 2012-2019; 2021-    |
| Cadel Evans Great Ocean Road Race | 5    | Australia           | 2017-2020; 2023-    |
| Omloop Het Nieuwsblad             | 5    | Belgio              | 2017-               |
| Strade Bianche                    | 5    | Italia              | 2017-               |
| Dwars door Vlaanderen             | 5    | Belgio              | 2017-2019; 2021-    |
| Eschborn-Francoforte              | 5    | Germania            | 2017-2019; 2021-    |
| Tour of Guangxi                   | 5    | Cina                | 2017-2019; 2022-    |
| UAE Tour                          | 5    | Emirati Arabi Uniti | 2019-               |
| Classic Brugge-De Panne           | 5    | Belgio              | 2019-               |

### Corse non più in calendario
| Prova                       | Cat. | Paese               | Anni nel World Tour |
| --------------------------- | ---- | ------------------- | ------------------- |
| Abu Dhabi Tour              | 5    | Emirati Arabi Uniti | 2017-2018           |
| Tour of California          | 5    | Stati Uniti         | 2017-2019           |
| RideLondon - Surrey Classic | 5    | Regno Unito         | 2017-2019           |
| Giro di Turchia             | 5    | Turchia             | 2017-2019           |
| Tour of Beijing             | 4    | Cina                | 2011-2014           |

## Punteggi
I punteggi per la classifica individuale vengono attribuiti ai corridori in base ai piazzamenti nelle classifiche finali di ciascuna prova e alla tipologia della stessa; in caso di corse a tappe, si attribuiscono punti anche per i piazzamenti di ogni tappa, per i piazzamenti nelle classifiche accessorie e per i giorni in maglia di leader. Le corse più prestigiose attribuiscono un maggior numero di punti.
- Classifica finale

| Pos.  | Cat. 1 | Cat. 2 | Cat. 3 | Cat. 4 | Cat. 5 |
| ----- | ------ | ------ | ------ | ------ | ------ |
| 1     | 1000   | 850    | 500    | 400    | 300    |
| 2     | 800    | 680    | 400    | 320    | 250    |
| 3     | 675    | 575    | 325    | 260    | 215    |
| 4     | 575    | 460    | 275    | 200    | 175    |
| 5     | 475    | 380    | 225    | 180    | 120    |
| 6     | 400    | 320    | 175    | 140    | 115    |
| 7     | 325    | 260    | 150    | 120    | 95     |
| 8     | 275    | 220    | 125    | 100    | 75     |
| 9     | 225    | 180    | 100    | 80     | 60     |
| 10    | 175    | 140    | 85     | 68     | 50     |
| 11    | 150    | 120    | 70     | 56     | 40     |
| 12    | 125    | 100    | 60     | 48     | 35     |
| 13    | 105    | 84     | 50     | 40     | 30     |
| 14    | 85     | 68     | 40     | 32     | 25     |
| 15    | 75     | 60     | 35     | 28     | 20     |
| 16    | 70     | 56     | 30     | 24     | 20     |
| 17    | 65     | 52     | 30     | 24     | 20     |
| 18    | 60     | 48     | 30     | 24     | 20     |
| 19    | 55     | 44     | 30     | 24     | 20     |
| 20    | 50     | 40     | 30     | 24     | 20     |
| 21-25 | 40     | 32     | 20     | 16     | 12     |
| 26-30 | 30     | 24     | 20     | 16     | 12     |
| 31-40 | 25     | 20     | 10     | 8      | 5      |
| 41-50 | 20     | 16     | 10     | 8      | 5      |
| 51-55 | 15     | 12     | 5      | 4      | 2      |
| 56-60 | 10     | 8      | 3      | 2      | 1      |

- Classifica del prologo e delle tappe

| Pos. | Cat. 1 | Cat. 2 | Cat. 3 | Cat. 4 | Cat. 5 |
| ---- | ------ | ------ | ------ | ------ | ------ |
| 1    | 120    | 100    | 60     | 50     | 40     |
| 2    | 50     | 40     | 25     | 20     | 15     |
| 3    | 25     | 20     | 10     | 8      | 6      |
| 4    | 15     | 12     | -      | -      | -      |
| 5    | 5      | 4      | -      | -      | -      |

- Classifiche accessorie finali

| Pos. | Cat. 1 | Cat. 2 | Cat. 3 | Cat. 4 | Cat. 5 |
| ---- | ------ | ------ | ------ | ------ | ------ |
| 1    | 120    | 100    | -      | -      | -      |
| 2    | 50     | 40     | -      | -      | -      |
| 3    | 25     | 20     | -      | -      | -      |

- Portatore della maglia di leader (punti per giorno di gara in maglia di leader)

| Pos.       | Cat. 1 | Cat. 2 | Cat. 3 | Cat. 4 | Cat. 5 |
| ---------- | ------ | ------ | ------ | ------ | ------ |
| Per giorno | 25     | 20     | 10     | 8      | 6      |

## Squadre partecipanti
| Cod. | Nome ufficiale                  | Continente | Paese               |
| ---- | ------------------------------- | ---------- | ------------------- |
| ADC  | Alpecin-Deceuninck              | Europa     | Belgio              |
| ARK  | Arkéa-B&B Hotels                | Europa     | Francia             |
| AST  | Astana Qazaqstan Team           | Asia       | Kazakistan          |
| TBV  | Bahrain Victorious              | Asia       | Bahrein             |
| RBH  | Red Bull-Bora-Hansgrohe         | Europa     | Germania            |
| COF  | Cofidis                         | Europa     | Francia             |
| DAT  | Decathlon AG2R La Mondiale Team | Europa     | Francia             |
| EFE  | EF Education-EasyPost           | America    | Stati Uniti         |
| GFC  | Groupama-FDJ                    | Europa     | Francia             |
| IGD  | Ineos Grenadiers                | Europa     | Gran Bretagna       |
| ICW  | Intermarché-Wanty               | Europa     | Belgio              |
| LTK  | Lidl-Trek                       | America    | Stati Uniti         |
| MOV  | Movistar Team                   | Europa     | Spagna              |
| SOQ  | Soudal Quick-Step               | Europa     | Belgio              |
| DFP  | Team DSM-Firmenich PostNL       | Europa     | Paesi Bassi         |
| JAY  | Team Jayco AlUla                | Oceania    | Australia           |
| TVL  | Team Visma-Lease a Bike         | Europa     | Paesi Bassi         |
| UAD  | UAE Team Emirates               | Asia       | Emirati Arabi Uniti |

## Albo d'oro
| Anno | Ciclista vincitore | Squadra vincitrice    | Nazione vincitrice |
| ---- | ------------------ | --------------------- | ------------------ |
| 2011 | Philippe Gilbert   | Omega Pharma-Lotto    | Italia             |
| 2012 | Joaquim Rodríguez  | Sky Procycling        | Spagna             |
| 2013 | Joaquim Rodríguez  | Movistar Team         | Spagna             |
| 2014 | Alejandro Valverde | Movistar Team         | Spagna             |
| 2015 | Alejandro Valverde | Movistar Team         | Spagna             |
| 2016 | Peter Sagan        | Movistar Team         | Spagna             |
| 2017 | Greg Van Avermaet  | Team Sky              | Belgio             |
| 2018 | Simon Yates        | Quick-Step Floors     | Belgio             |
| 2019 | Primož Roglič      | Deceuninck-Quick Step | Belgio             |
| 2020 | Primož Roglič      | Jumbo-Visma           | Francia            |
| 2021 | Tadej Pogačar      | Deceuninck-Quick Step | Belgio             |
| 2022 | Tadej Pogačar      | Jumbo-Visma           | Belgio             |
| 2023 | Tadej Pogačar      | UAE Team Emirates     | Belgio             |
| 2024 | Tadej Pogačar      | UAE Team Emirates     | Belgio             |